# Тинсуланон, Прем
Прем Тинсуланон (англ. Prem Tinsulanonda; тайск. เปรม ติณสูลานนท์; 26 августа 1920, Сонгкхла — 26 мая 2019, Бангкок) — военный и государственный деятель Таиланда, генерал, премьер-министр в 1980—1988 годах. Председатель Тайного совета Таиланда с 4 сентября 1998 года. С 13 октября по 1 декабря 2016 года — регент Королевства Таиланд.

## Семья
Родился в аристократической семье, второй сын в семье из 8 детей. Прожил холостым.

## Биография

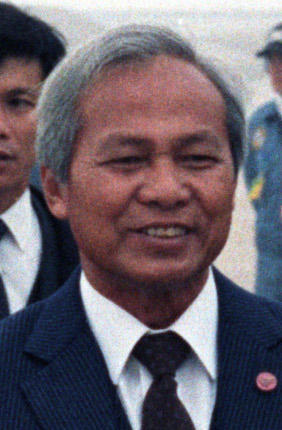
Прем Тинсуланон во время государственного визита в США в 1984 году

Окончил среднюю школу имени короля Ватчиравута в Сонгкла (1935), колледж Суан-Куларб в Бангкоке (1937), Королевскую военную академию Чулачомклао (1941), бронетанковое училище сухопутных войск (Форт-Нокс, США), Королевский колледж сухопутных войск (1960), Национальный колледж обороны Таиланда (1966).
После окончания учёбы в 1941 году участвовал во франко-тайской войне. Сражался во время Второй мировой войны в 1942—1945 годах под командованием генерала Чаруна Раттанакуна Сериренгрита.
После войны служил в провинции Уттарадит. В 1952 году получил стипендию на обучение в бронетанковой школе армии США в Форт-Ноксе (Кентукки). После возвращения занял должность заместителя командира танковой школы в провинции Сарабури. В 1968 году был назначен командиром этой школы, ставшей уже кавалерийским училищем.
Кадровый офицер армии Таиланда, сочетал военную службу с занятием государственных постов.
- 4 июля 1968 — 3 июля 1971 — сенатор.
- 16 декабря 1972 — 9 декабря 1973 — депутат парламента.

В 1973 переведён на должность командующего 2-м военным округом (северо-восток Таиланда). 1 октября 1974 — 30 сентября 1977 — командующий 2-м военным округом.
В октябре 1976 года поддержал военный переворот, войдя в состав консультативного совета при премьер-министре (22 октября — 20 ноября 1976). Военные пришли к власти под лозунгом наведения порядка и приняли жёсткие меры против представителей левых сил, выдвинув на пост премьер-министра консервативного судью Танина Краивичьена. Реакционная политика нового премьера вызвала общественное недовольство и привела к его отстранению от власти представителями военного командования, образовавшими «революционный совет» (20 октября 1977), в состав которого вошёл Прем Тинсуланон. Ему было присвоено звание генерала.
- 1 октября 1977 — 30 сентября 1978 — помощник командующего сухопутными войсками.
- 12 ноября 1977 — 21 мая 1978 — заместитель министра внутренних дел.
- 1 октября 1978 — 30 сентября 1981 — командующий сухопутными войсками.
- 24 мая 1979 — 2 марта 1980 — министр обороны.
- 12 марта 1980 — 11 августа 1986 — вновь министр обороны.
- 3 марта 1980 — 4 августа 1988 — премьер-министр.
- С 23 августа 1988 — член Тайного совета[4].
- С 4 сентября 1998 — председатель Тайного совета.

Награждён многими орденами, в том числе высшей наградой страны — орденом Ноппарат Рачаварапон (Древним и благоприятствующим орденом «Девяти драгоценных камней»).

## Премьер-министр
Став премьер-министром, включил в состав правительства компетентных технократов, успешно руководивших экономикой. Поощрял частные инвестиции в экономику Таиланда, существенно улучшил инвестиционный климат страны. Провёл кодификацию законодательства, добился большей открытости судопроизводства, создал экономические суды. Реорганизовал систему налоговых органов. Активно боролся с коррупцией — лично имел репутацию честного государственного деятеля. Проводил курс на расширение демократических свобод — при нём появились новые политические партии, достигнут прогресс в обеспечении свободы печати.
Результатом восьмилетнего правления Према Тинсуланона были значительные экономические успехи (темпы роста ВВП доходили до 18 % в год). В стране была завершена сплошная электрификация, построены новые дороги, крупные промышленные предприятия, портовые сооружения. Был возведён первый терминал международного аэропорта Донмыанг. В период его премьерства в Бангкоке велось активное строительство, в том числе высотных зданий. Была резко сокращена безработица, предприняты меры по выравниванию социально-экономического развития различных регионов (в отдалённых провинциях стали реализовываться масштабные экономические проекты).
Успешно боролся с леворадикальными повстанцами, сочетая различные методы антипартизанской борьбы — военные операции, акции спецслужб по подрыву антиправительственного движения изнутри, широкие амнистии. В результате партизанское движение прекратилось, его активные участники покинули страну или воспользовались правом на амнистию, некоторые из них позднее занимались политической деятельностью, стали депутатами и членами правительства.
Поддерживал тесные военно-политические отношения с США. В период его премьерства на территории Таиланда находились военные базы противников провьетнамского правительства Камбоджи (тогда Кампучии) — «красных кхмеров», сторонников принца Сианука и бывшего премьер-министра Сон Санна.
В период пребывания Према Тинсуланона на посту премьера были предприняты две неудачные попытки военного переворота. (1 апреля 1981 и 9 сентября 1985), которые были быстро подавлены. В 1988 году передал власть правительству Чатчая Чунхавана, сформированному из представителей политических партий, получивших большинство на парламентских выборах.

По словам Ли Куан Ю, много лет занимавшего пост премьер-министра Сингапура, Прем Тинсуланон 

являлся человеком исключительной честности и возглавлял правительство, в основном чистое от коррупции. В течение восьми лет его пребывания на посту премьер-министра (1980—1988 годы) Таиланд процветал, экономика, несмотря на войну в Камбодже, продолжала развиваться. Он был уравновешенным, надёжным лидером, проводившим последовательную политику, человеком немногословным, не учёным, а практиком. Прем пользовался доверием короля… У него было … развито стратегическое мышление, а его опрятная одежда и хорошие манеры отражали его дисциплинированный, воздержанный, почти аскетичный образ жизни.

## Председатель Тайного совета
В качестве председателя Тайного Совета Тайланда остался одним из наиболее влиятельных политических деятелей страны, пользующимся уважением короля и располагающим широкими связями в армии, многие посты в которой занимали и занимают его выдвиженцы.
Находился в конфликтных отношениях с премьер-министром Таксином Чинаватом (2001—2006). В 2001 году Таксин Чинават инициировал смещение протеже Према Тинсуланона, генерала Сураюда Чуланонта, с ключевого поста командующего сухопутными войсками, переведя его на почётную, но маловлиятельную должность главнокомандующего вооружёнными силами (в том же году генерал Чуланонт подал в отставку). Раздражение Према Тинсуланона вызвало и назначение командующим сухопутными войсками двоюродного брата премьера, генерала Чайсита Чинавата, который не пользовался большим авторитетом в армии и был вынужден покинуть свой пост в 2004 году.
Во время политического кризиса в 2005—2006 годах Прем Тинсуланон подвергал критике правительство. Существует версия, что он был посредником между различными группами противников Таксина Чинавата, свергнутого в результате военного переворота 20 сентября 2006 года. Организаторы переворота официально объявили о смещении премьера только после того как Прем Тинсуланон посетил короля Пумипона Адульядета и заручился его одобрением действий военных. 1 октября 2006 года король назначил премьер-министром страны генерала в отставке Сураюда Чуланонта, что вполне соответствовало интересам председателя Тайного совета. Однако на парламентских выборах, состоявшихся в конце 2007 года, победу одержали сторонники свергнутого главы правительства.
Учредитель и распорядитель нескольких государственных фондов и благотворительных организаций, в том числе Truth, Honesty, Sacrifice and Loyalty («Правда, Честность, Жертвенность и Верность»), Dedication to your Homeland — Thailand («Посвятить себя родине — Таиланду»).

## Регент
13 октября 2016 года скончался правивший Таиландом более 70 лет король Пхумипон Адульядет. Его единственный сын и наследник престола Маха Вачиралонгкорн попросил отсрочку в провозглашении его королём, чтобы соблюсти траур. Решением Тайного совета регентом страны был назначен председатель этого Совета Прем Тинсуланон — до вступления Маха Вачиралонгкорна на престол (который провозглашён королём 29 ноября 2016 года, после чего 1 декабря регентство Према Тинсуланона прекратилось).

## Смерть
Скончался 26 мая 2019 года в больнице Прамонгкутклао, на 99-м году жизни в результате сердечной недостаточности.

## Факты
- В течение периода нахождения на посту регента — с 13 октября по 1 декабря 2016 года — являлся самым пожилым действующим главой государства на планете[8].
- Являлся одним из самых пожилых глав государств и правительств в мире (годы жизни которых точно известны) за всю историю человечества.
- Является самым пожилым руководителем Таиланда за всю её историю.

## Награды
Награды Таиланда
| Страна  | Дата вручения | Награда                                        | Награда                                        | Литеры  |
| ------- | ------------- | ---------------------------------------------- | ---------------------------------------------- | ------- |
| Таиланд | 1932          | Медаль «В защиту Конституции»                  | Медаль «В защиту Конституции»                  | พ.ร.ธ.  |
| Таиланд | 1941          | Медаль Победы в Франко-тайской войне           | Медаль Победы в Франко-тайской войне           | ช.ส.    |
| Таиланд | 1954          | Медаль Чакра Мала                              | Медаль Чакра Мала                              | ร.จ.ม.  |
| Таиланд | 1961          | Медаль Победы в Великой войне в Восточной Азии | Медаль Победы в Великой войне в Восточной Азии | ช.ส.    |
| Таиланд | 1975 —        | Рыцарь Большой ленты                           | ордена Короны Таиланда                         | ม.ว.ม.  |
| Таиланд | — 1975        | Рыцарь Большого креста                         | ордена Короны Таиланда                         | ป.ม.    |
| Таиланд |               | Рыцарь-командор                                | ордена Короны Таиланда                         | ท.ม.    |
| Таиланд |               | Командор                                       | ордена Короны Таиланда                         | ต.ม.    |
| Таиланд |               | Офицер                                         | ордена Короны Таиланда                         | จ.ม.    |
| Таиланд |               | Рыцарь                                         | ордена Короны Таиланда                         | บ.ม.    |
| Таиланд | 1977          | Медаль «За защиту свободных граждан» 1 класса  | Медаль «За защиту свободных граждан» 1 класса  | ส.ช.    |
| Таиланд | 1978 —        | Рыцарь Большой ленты                           | ордена Белого слона                            | ม.ป.ช.  |
| Таиланд | — 1978        | Рыцарь Большого креста                         | ордена Белого слона                            | ป.ช.    |
| Таиланд |               | Рыцарь-командор                                | ордена Белого слона                            | ท.ช.    |
| Таиланд |               | Командор                                       | ордена Белого слона                            | ต.ช.    |
| Таиланд |               | Офицер                                         | ордена Белого слона                            | จ.ช.    |
| Таиланд |               | Рыцарь                                         | ордена Белого слона                            | บ.ช.    |
| Таиланд | 1982 —        | Рыцарь Большого креста ордена Чула Чом Клао    | Рыцарь Большого креста ордена Чула Чом Клао    | ป.จ.    |
| Таиланд | 1982          | Медаль Раттанапорна Рамы IX 1 класса           | Медаль Раттанапорна Рамы IX 1 класса           | ภ.ป.ร.1 |
| Таиланд | 1988 —        | Рыцарь ордена Девяти камней                    | Рыцарь ордена Девяти камней                    | น.ร.    |
| Таиланд | 1988 —        | Рыцарь ордена Рамкирати                        | Рыцарь ордена Рамкирати                        |         |
| Таиланд | 1990 —        | Великий Рыцарь-командор ордена Рамы            | Великий Рыцарь-командор ордена Рамы            | ส.ร.    |
| Таиланд | 1996 —        | Рыцарь Большого креста ордена Дирекгунабхорна  | Рыцарь Большого креста ордена Дирекгунабхорна  | ป.ภ.    |
| Таиланд | 2019          | Медаль Раттанапорна Рамы X 1 класса            | Медаль Раттанапорна Рамы X 1 класса            | ว.ป.ร.๑ |

Награды иностранных государств
| Страна     | Дата вручения | Награда                                        | Награда                                        | Литеры  |
| ---------- | ------------- | ---------------------------------------------- | ---------------------------------------------- | ------- |
| Малайзия   | 1984 —        | Великой Командор                               | ордена Защитника Королевства                   |         |
| Малайзия   | 1979 — 1984   | Командор                                       | ордена Защитника Королевства                   |         |
| Швеция     | 2003 —        | Кавалер Большого креста ордена Полярной звезды | Кавалер Большого креста ордена Полярной звезды | KmstkNO |
| Нидерланды | 2004 —        | Кавалер Большого креста ордена Оранских-Нассау | Кавалер Большого креста ордена Оранских-Нассау |         |